# فراياس
بلدية فراياس (بالإسبانية: Frías)‏, هي إحدى بلديات مقاطعة برغش, التي تقع في منطقة قشتالة وليون, والتي تقع في شمال غرب إسبانيا.
يبلغ عدد سكانها 251 نسمة وفقاً لإحصائية سنة (2002).